# 高嶼
高嶼（1472年—？），字子洲，直隸崑山縣人，錦衣衛籍，明朝政治人物。

## 生平
弘治十四年（1501年）辛酉科順天府鄉試第三十二名舉人。弘治十五年（1502年）中式壬戌科會試第一百六十二名，三甲第一百五十六名進士。授长兴县知县，正德三年（1508年）十月选授云南道試御史，四年四月以考察才力不及降调为知县。升济宁州知州、济南府知府，十五年十一月升山东按察司副使、整饬天津等处兵备。

## 家族
曾祖高著；祖父高顯；父高恮，光祿寺署丞。母許氏。永感下。